# Wilhelm Pasewaldt
Wilhelm Pasewaldt (* 15. August 1812 in Zehlendorf; † 6. Juli 1893 in Mariendorf) war ein Gutsbesitzer und Kommunalpolitiker.
Von 1858 bis 1868 war er als Ortsvorsteher der Landgemeinde Mariendorf tätig. Nach seinem Tod wurde er in der Grabstätte der Familie auf dem landeseigenen Friedhof in Zehlendorf-Mitte beerdigt.
In Berlin wurde 1911 die Wilhelm-Pasewaldt-Straße nach ihm benannt.
| Personendaten    | Personendaten               |
| ---------------- | --------------------------- |
| NAME             | Pasewaldt, Wilhelm          |
| KURZBESCHREIBUNG | deutscher Kommunalpolitiker |
| GEBURTSDATUM     | 15. August 1812             |
| GEBURTSORT       | Zehlendorf                  |
| STERBEDATUM      | 6. Juli 1893                |
| STERBEORT        | Mariendorf                  |